# 好人、巴特和洛基
《辛普森家庭：好人、巴特和洛基》（英語：The Simpsons: The Good, the Bart, and the Loki），簡稱為《好人、巴特和洛基》（英語：The Good, the Bart, and the Loki），是一部2021年上映的美國動畫電影短片，改編自動畫影集《辛普森家庭》，由和第20號電視工作室聯合製作，是該系列的第四部電影短片作品，同時是繼2021年電影短片《原力覺醒於打盹》之後，第二部與Disney+原創作品連動的電影短片。《好人、巴特和洛基》引入包括2021年電視劇《洛基》在內的漫威電影宇宙相關角色和元素，湯姆·希德斯頓回歸為洛基配音。
《好人、巴特和洛基》於2021年7月7日在Disney+播出，Disney+於同日上線電視劇《洛基》的第五集〈神秘之旅〉。

## 劇情
洛基被逐出阿斯嘉，他與巴特·辛普森合作，面對從漫威電影宇宙來到春田鎮的超級英雄和反派。

## 演員與角色
- 湯姆·希德斯頓 聲演 洛基（Loki）：雷神索爾的領養弟弟，角色源自於北歐神話中的洛基[1]。

## 製作
2021年6月30日，Disney+宣布推出以2021年電視劇《洛基》為主題的《辛普森家庭》短片特輯，名為《好人、巴特和洛基》（The Good, the Bart, and the Loki）。湯姆·希德斯頓為短片中的洛基配音。短片的宣傳海報借鑒自2019年電影《復仇者聯盟4：終局之戰》。

## 發行
《好人、巴特和洛基》於2021年7月7日在Disney+上線，Disney+於同日上線電視劇《洛基》的第五集〈神秘之旅〉。

## 資料來源
1. 1 2 3 4 5  Ferme, Antonio. . Variety. 2021-06-30  [2021-06-30]. （原始内容存档于2021-06-30） （美国英语）.
2. ↑  Maas, Jennifer. . TheWrap. 2021-06-30  [2021-06-30]. （原始内容存档于2021-06-30） （美国英语）.

## 外部連結
- 互联网电影数据库（IMDb）上《好人、巴特和洛基》的资料（英文）
- 在Disney+上觀看《好人、巴特和洛基》 （因版權限制，本節目可能僅在部分地區上架。）